# Мелотт 111
Мелотт 111 (Скопление Волосы Вероники) — звёздное скопление в одноимённом созвездии Волосы Вероники, обозначаемое также как Melotte 111 (Mel 111).
Было внесено в каталог объектов дальнего космоса Ф. Ж. Мелотта как небольшое, но близкое рассеянное звёздное скопление нашей галактики, содержащее около 40 звезд (от 5 до 10 величины) с общим движением. Ранее представляло собой хвост Льва, но Птолемей III, примерно в 240 году до н. э., переименовал его в честь египетской царицы Береники, пожертвовавшей свои волосы.
Рассеянное скопление находится на расстоянии 288 световых лет (примерно в два раза дальше Гиад) и занимает на небе площадь более 5 градусов. Возраст скопления составляет примерно 450 миллионов лет. В поле зрения бинокля можно одновременно увидеть большую часть звёзд скопления.

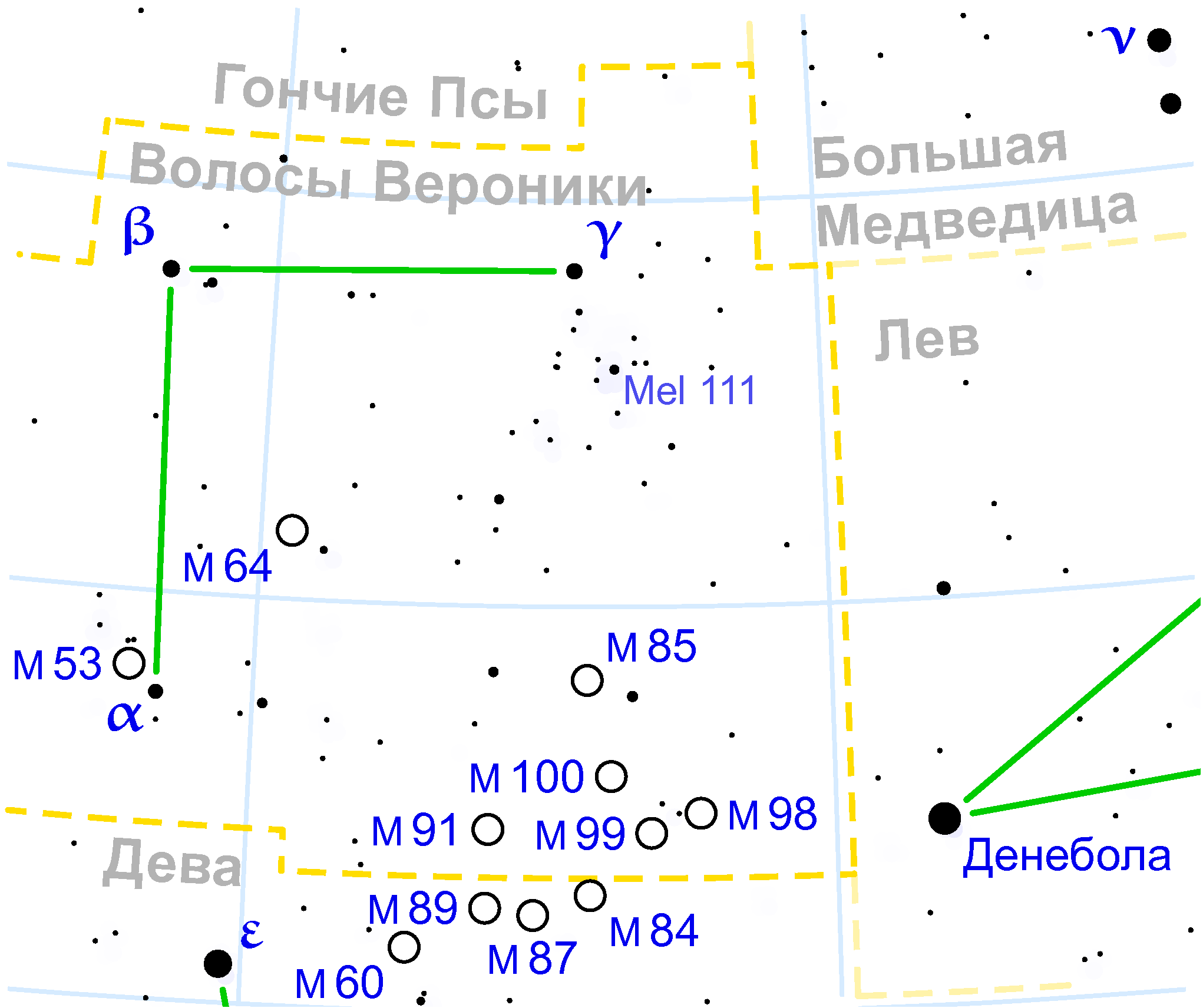
Расположение скопления в созвездии Волос Вероники